# John Leland (presbytérien)
John Leland est un presbytérien anglais, né à Wigan (Lancashire) en 1691, mort en 1766.
Atteint de la variole à l’âge de six ans, il perdit la mémoire et dut apprendre une seconde fois à parler, à lire et à écrire.
Admis au ministère évangélique à Dublin après l’achèvement de ses études, et desservant d’une congrégation de dissidents, il consacra toute sa vie à la défense du christianisme en repoussant les attaques des athées et des déistes.

## Œuvres
Parmi ses ouvrages, nous citerons sa Réponse au livre de Tindal, intitulé le Christianisme aussi ancien que le monde (1733, 2 vol. in-8°) ; la Divine autorité de l’Ancien et du Nouveau Testament, etc. (1737, 1 vol. in-8°) ; Réfutation du Philosophe moral de Morgan ; Réflexions sur les Lettres sur l’histoire de Bolingbroke (1753); Avantage et nécessité de la révélation chrétienne, etc. (1760, 2 vol. in-4°). Vers la fin de sa carrière, il fut pressé par ses amis de publier, en un ouvrage méthodique, le résumé de ses livres sur la révélation et sur les sujets les plus importants de la religion. Il accéda à ces sollicitations et composa son livre : De la nécessité de ta révélation chrétienne, qui fut traduit en français sous ce titre : Nouvelle démonstration évangélique (Liège, 1768, 4 vol. in-12). Après la mort de Leland, on recueillit ses Discours en vol. in-8°, précédés d’une préface et d’une biographie de l’auteur.

## Source
« John Leland (presbytérien) », dans Pierre Larousse, Grand dictionnaire universel du XIXe siècle, Paris, Administration du grand dictionnaire universel, 15 vol., 1863-1890 [détail des éditions].